# Park Woo-jin
Park Woo-jin (Hangul: 박우진, n. 2 noiembrie 1999, Busan, Coreea de Sud) este un cântăreț și rapper sud-coreean. El este membru al trupei de băieți AB6IX și fost membru trupei de băieți Wanna One. Este cunoscut pentru clasarea pe locul șase în Produce 101 (sezonul 2). 

## Carieră

### Pre-debut
Park Woo-jin s-a născut în Busan, Coreea de Sud. Când a avut unsprezece ani, a participat la audițiile show-ului Superstar K. Woo-jin a absolvit Liceul Coreean de Arte în ianuarie 2018. Înainte de a apărea în Produce 101 Sezonul 2, el s-a antrenat timp de un an și două luni. Inițial a fost trainee în cadrul JYP Entertainment și apoi a devenit trainee sub Brand New Music.

### 2017–2018:Produce 101șiWanna One
În 2017, Woo-jin a reprezentat Brand New Music în cadrul show-ului de formare a unei trupe de băieți Produce 101 Sezonul 2. În finală, a primit 937,379 voturi și s-a clasat pe locul șase, devenit membru al trupei Wanna One, sub YMC Entertainment.
Woo-jin a debutat cu Wanna One pe 7 august 2017, la Gocheok Sky Dome cu mini-albumul 1×1=1 (To Be One).
El a fost membru al unit-ului „Triple Position” împreună cu Kang Daniel și Kim Jae-hwan, câștigând „Premiul pentru cel mai bun unit” la Premiile MAMA din 2018. Contractul său cu Wanna One s-a încheiat pe 31 decembrie 2018, însă a continuat să apară cu trupa până la concertele de adio din 24-27 ianuarie 2019.

### 2019:AB6IX
În ianuarie 2019, Woo-jin a colaborat cu colegul său Lee Dae-hwi pentru lansarea single-ului „Candle”. . În martie, el a colaborat cu rapperul american A Boogie wit da Hoodie și a lansat o versiune coreeană a melodiei Look Back at It.
În mai 2019, Woo-jin a debutat într-o nouă trupă de băieți  numită AB6IX, formată de Brand New Music.

## Discografie

### Single-uri
| 2019 | „Candle" (alături de Lee Dae-hwi)                                                  | 60  |
| 2019 | Versiunea coreeană a melodiei „Look Back at It" (featuring A Boogie wit da Hoodie) | N/A |

## Filmografie

### Emisiuni TV
| An   | Titlu                         | Canal | Rol                    | Notă(e)                  | Ref.   |
| ---- | ----------------------------- | ----- | ---------------------- | ------------------------ | ------ |
| 2017 | Produce 101 Sezonul 2         | MNet  | Concurent              | S-a clasat pe locul șase | [ 15 ] |
| 2019 | Law of the Jungle in Thailand | SBS   | Membru din distribuție |                          |        |